# 1957
1957 (MCMLVII) a fost un an obișnuit al calendarului gregorian, care a început într-o zi de marți.

## Evenimente

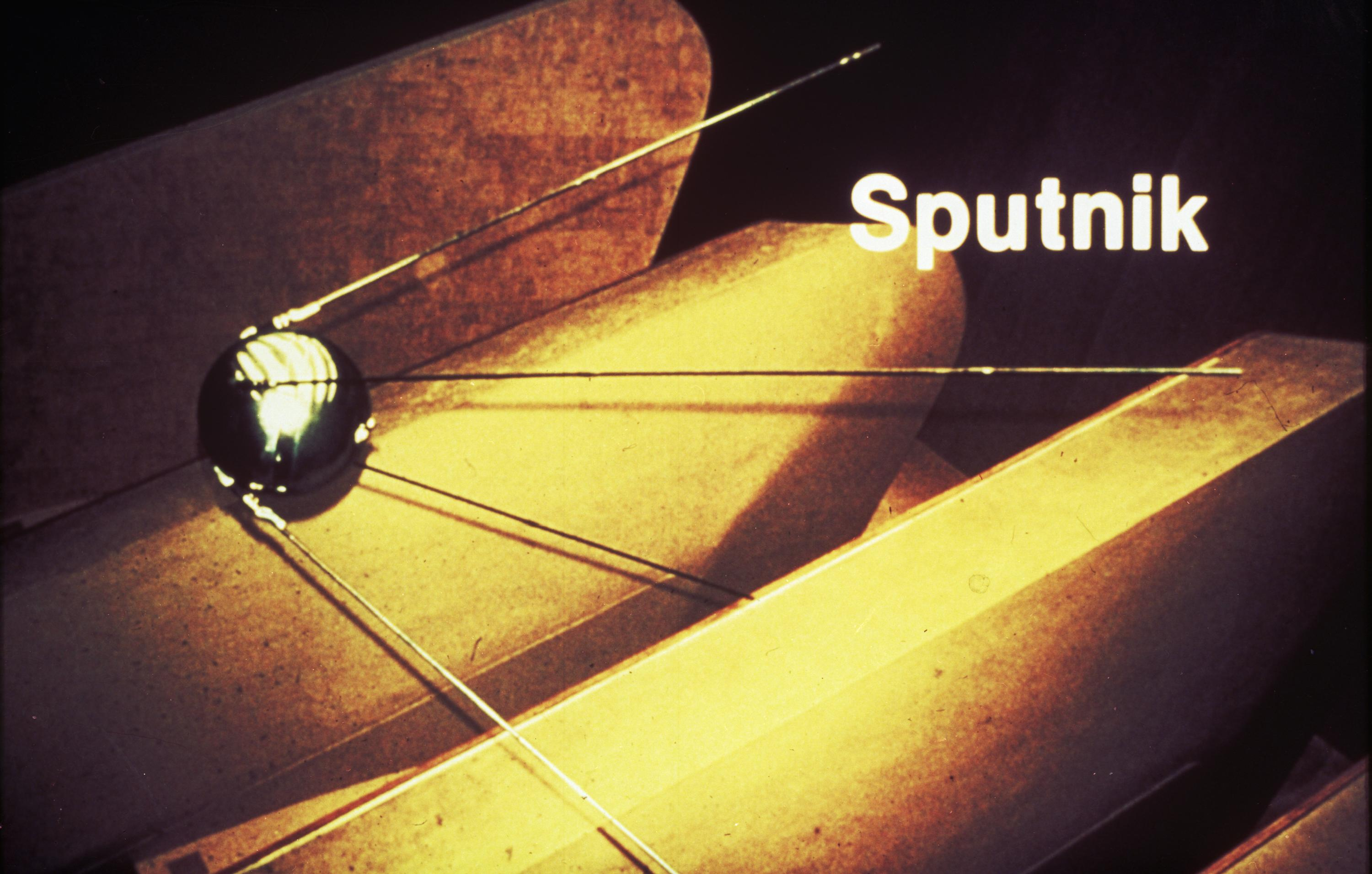
4 octombrie: Sputnik 1, primul satelit artificial din lume, lansat de Uniunea Sovietică.

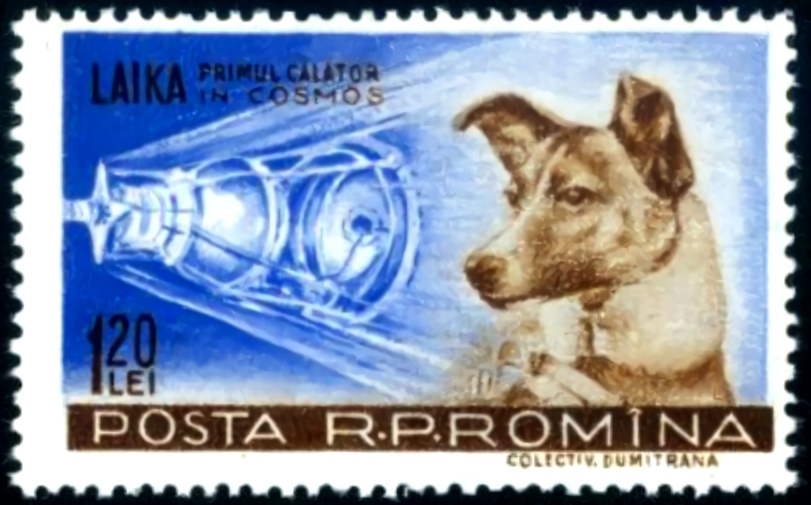
3 noiembrie: Cățelușa Laika devine primul animal lansat în spațiu și prima ființă decedată în afara Pământului.

### Ianuarie
- 26 ianuarie: Premiera operei Dialogues des carmélites pe scena Teatro alla Scala din Milano, cu Virginia Zeani în rolul principal.

### Februarie
- 3 februarie: Poetul Ștefan Augustin Doinaș a fost arestat și condamnat de regimul comunist la un an închisoare sub acuzația de „omisiune de denunț”; a fost eliberat la 5 februarie 1958.

### Martie
- 8 martie: Egiptul redeschide Canalul Suez.
- 20 martie: Ziarul francez, L'Express, relevă că armata franceză torturează prizonierii algerieni.
- 25 martie: Semnarea Tratatului de la Roma, intrat în vigoare la 1 ianuarie 1958, prin care s-au pus bazele Comunității Economice Europene (CEE).

### Aprilie
- 15 aprilie: Se încheie un acord româno-sovietic privind statutul juridic al trupelor sovietice staționate încă din 1944 pe teritoriul României.

### Mai
- 5 mai: La Televiziunea Română a avut loc prima transmisie sportivă în direct: meciul de rugby între Anglia și România.

### Iunie
- 1 iunie: S-a înființat, la București, Muzeul Literaturii Române, condus de criticul și istoricul literar Perpessicius (Dumitru S. Panaitescu).
- 1 iunie: A fost fondată, la Chișinău, Camera Națională a Cărții din Republica Moldova.

### Iulie
- 4 iulie: S-a înființat, la București, Arhiva Națională de Filme.
- 31 iulie: A intrat în funcțiune, la Institutul de Fizică Atomică din București, primul reactor atomic românesc.

### Octombrie
- 4 octombrie: Uniunea Sovietică lansează Sputnik 1, primul satelit artificial din lume.

### Noiembrie
- 3 noiembrie: Uniunea Sovietică lansează cea de a doua navă spațială, Sputnik 2, pe orbita Pământului, în cadrul programului Sputnik. La bord prima ființă vie, cățelușa Laika.
- 16 noiembrie: Începe la Moscova, consfătuirea reprezentanților partidelor comuniste din 64 de țări. Se adoptă o declarație care condamnă "revizionismul" în general, iar în mod special "revizionismul iugoslav" .

### Nedatate
- A fost fondată Agenția Internațională pentru Energie Atomică (IAEA), cu sediul la Viena, Austria.
- IBM realizează limbajul de programare Fortran disponibil pentru clienți.

## Arte, știință, literatură și filozofie
- 26 ianuarie: Premiera filmului La Moara cu noroc de Victor Iliu, o reușită a cinematografiei românești.
- 17 mai: Regizorul Ion Popescu-Gopo a fost premiat la Cannes cu Marele Premiu Palme d'Or pentru scurt metraj, pentru filmul de desen animat Scurtă istorie.

## Nașteri

### Ianuarie
- 1 ianuarie: Vasile Bumacov, politician din R. Moldova
- 7 ianuarie: Enrico Boselli, politician italian
- 10 ianuarie: Wolfgang Ilgenfritz, politician austriac (d. 2013)
- 12 ianuarie: Vasile Botnaru, jurnalist din R. Moldova
- 12 ianuarie: Anna Fotyga, politiciană poloneză
- 16 ianuarie: Ricardo Darín, actor argentinian
- 19 ianuarie: Petrás Mária, cântăreață română
- 23 ianuarie: Anatolie Ghilaș, politician din R. Moldova
- 24 ianuarie: Găvrilă Ghilea, politician român
- 27 ianuarie: Janick Gers, muzician britanic
- 27 ianuarie: Gerardo Galeote Quecedo, politician spaniol
- 28 ianuarie: Konstantin Dimitrov, politician bulgar
- 30 ianuarie: Cornel Durău, handbalist român
- 31 ianuarie: Henrik Dam Kristensen, politician danez

### Februarie
- 1 februarie: Jackie Shroff, actor indian
- 3 februarie: Maria Carlshamre, politiciană suedeză
- 4 februarie: Shigeru Ishiba, politician japonez, prim-ministru
- 8 februarie: Valentin Samuel Boșneac, politician român
- 9 februarie: Ruy Ramos, fotbalist japonez născut în Brazilia
- 13 februarie: Lucian Croitoru, economist român
- 15 februarie: Doina Ruști, scriitoare română
- 17 februarie: Nicu Stoian, voleibalist român
- 18 februarie: Marita Koch, atletă germană
- 18 februarie: Christiane Torloni, actriță braziliană
- 19 februarie: Daína Chaviano, scriitoare cubaneză
- 19 februarie: Falco (Johann Hölzel), cântăreț austriac (d. 1998)
- 19 februarie: Anatol Rurac, pictor român
- 19 februarie: Rainer Wieland, politician german
- 23 februarie: Mihai Sârbulescu, pictor român
- 25 februarie: Panagiotis Beglitis, politician grec
- 25 februarie: Sérgio Marques, politician portughez
- 25 februarie: Dumitru Pelican, politician român
- 27 februarie: Adrian Smith, muzician britanic
- 27 februarie: Timothy Spall, actor britanic
- 28 februarie: Jan Ceulemans, fotbalist belgian

### Martie
- 1 martie: Rustam Minnihanov, politician rus
- 1 martie: Florica Ruja, cântăreață română
- 2 martie: Mihai Țâbuleac, politician român
- 3 martie: Vasile Oprea, handbalist român
- 5 martie: Doru Mihut, fotbalist român
- 8 martie: Adi Cărăuleanu, actor român
- 9 martie: Constantin Pacea, pictor român
- 10 martie: Pervenche Berès, politiciană franceză
- 10 martie: Osama bin Laden (n. Usamah bin Muhammad bin Awad bin Ladin), extremist islamic (d. 2011)
- 11 martie: Ion Bogdan Lefter, scriitor român
- 11 martie: Qasem Soleimani, general iranian (d. 2020)
- 12 martie: Valentin Dolganiuc, politician din R. Moldova
- 13 martie: Patricia McKenna, politiciană irlandeză
- 16 martie: Dinu Regman, poet român (d. 1986)
- 17 martie: Orest Onofrei, politician român
- 17 martie: Ștefan Petcu, fotbalist român
- 18 martie: Horia-Roman Patapievici, scriitor și eseist român
- 21 martie: Youssef Rzouga, poet tunisian
- 24 martie: Patricia Millardet, actriță franceză (d. 2020)
- 28 martie: Inés Ayala, politiciană spaniolă (d.2024)
- 29 martie: Jianu Nicolae, politician român
- 30 martie: Marie-Christine Koundja, scriitoare din Ciad

### Aprilie
- 1 aprilie: Mihai Stepan-Cazazian, jurnalist român
- 2 aprilie: Giuliana De Sio, actriță italiană
- 4 aprilie: El Chapo (n. Joaquín Archivaldo Guzmán Loera), traficant de droguri mexican
- 5 aprilie: Witold Tomczak, politician polonez (d.2025)
- 6 aprilie: Ghenadie Ciobanu, politician din R. Moldova
- 6 aprilie: Dorin Grigore Popescu, politician român
- 8 aprilie: Iuliu Liviu Dragoș, politician român
- 9 aprilie: Larisa Popova, canotoare din R. Moldova
- 9 aprilie: Philippe Riboud, scrimer francez
- 12 aprilie: Ronald Plasterk, politician din Țările de Jos
- 14 aprilie: Haruhisa Hasegawa, fotbalist japonez (atacant)
- 14 aprilie: Masaru Uchiyama, fotbalist japonez
- 15 aprilie: Giovanni Claudio Fava, politician italian
- 16 aprilie: George Robu, actor român
- 16 aprilie: Reinaldo Rueda (Reinaldo Rueda Rivera), fotbalist columbian
- 17 aprilie: Cătălin Bursaci, scriitor român (d. 1975)
- 19 aprilie: Tony Martin (n. Anthony Philip Harford), cântăreț britanic
- 19 aprilie: Valentin Silaghi, boxer român
- 21 aprilie: Adrian Gheorghiu, politician român
- 21 aprilie: Gabi Ionașcu, politician român
- 22 aprilie: Donald Tusk (Donald Franciszek Tusk), politician polonez, prim-ministru al Poloniei (2007-2012), președinte al Consiliului European (2014-2019)
- 24 aprilie: Nazir Ahmed, Baron Ahmed, politician britanic
- 25 aprilie: Roch Marc Christian Kaboré, om politic burkinez, ministru, prim-ministru și președinte al Republicii Burkina Faso
- 25 aprilie: Iuliu Ilyés, politician român de etnie maghiară
- 28 aprilie: Teodor Corban, actor român (d. 2023)
- 30 aprilie: Emil Străinu, ofițer și politician român

### Mai
- 1 mai: Georgeta Pale Valentino, politiciană română
- 2 mai: Mihai Mohaci, politician român
- 5 mai: Gene Dalby, scriitor norvegian
- 7 mai: Casian Balabașciuc, scriitor român
- 8 mai: Marie Myriam, cântăreață franceză
- 9 mai: Bastion Booger, wrestler american (d. 2010)
- 10 mai: Gheorghe Sfercoci, politician român
- 12 mai: Béatrice Patrie, politiciană franceză
- 13 mai: Luca Di Fulvio, scriitor italian
- 16 mai: Adriana-Doina Pană, politician român
- 17 mai: Viorel Stan, politician român
- 20 mai: Yoshihiko Noda, politician japonez
- 20 mai: Lucélia Santos, regizoare de film, braziliană
- 21 mai: Daniel-Constantin Barbu, politician român
- 24 mai: Angelika Beer, politician german
- 25 mai: Vasile-Ionel Hedea, politician român
- 26 mai: Alaa al-Aswani, romancier egiptean
- 26 mai: Olivia Pascal, actriță germană
- 28 mai: Frank Schätzing, scriitor german
- 29 mai: Yvette Gastauer-Claire, sculptoriță luxemburgheză
- 29 mai: Jean-Christophe Yoccoz, matematician francez (d. 2016)

### Iunie
- 1 iunie: Félix Moloua, politician din Republica Centrafricană, care ocupă funcția de prim-ministru
- 1 iunie: Yasuhiro Yamashita, judoka japonez
- 5 iunie: Thomas Kling, poet german (d. 2005)
- 5 iunie: Marius Stan, fotbalist român
- 6 iunie: Adrian Manole, politician român
- 6 iunie: Victoria Cociaș-Șerban, actriță română
- 8 iunie: Joost Lagendijk, politician din Țările de Jos
- 9 iunie: Cornel Țălnar, fotbalist român (atacant)
- 10 iunie: Dan Tulpan, politician român
- 11 iunie: Nicu Anghel „Ministeru”, saxofonist român (d. 1994)
- 12 iunie: Valeri Ianioglo, politician din R. Moldova
- 13 iunie: Rinat Dasaev, fotbalist rus (portar)
- 14 iunie: Petre Capusta, canoist român
- 17 iunie: Lev Kofman, astrofizician sovieto-canadian, cosmolog (d. 2009)
- 17 iunie: Lennart Sacrédeus, politician suedez
- 21 iunie: Nino D'Angelo, cântăreț italian
- 22 iunie: Alexandru Bindea, actor român
- 22 iunie: Meglena Kuneva, politiciană bulgară
- 24 iunie: Ilie Bărbulescu, fotbalist român (d. 2020)
- 24 iunie: Astro (Terrence Oswald Wilson), cântăreț britanic și membru fondator UB40, (d. 2021)
- 25 iunie: Sorin Victor Lepșa, politician român
- 25 iunie: Rodica Nassar, politician român
- 28 iunie: Bea Fiedler, actriță germană

### Iulie
- 1 iulie: Wayne David, politician britanic
- 2 iulie: Paulo Casaca, politician portughez
- 2 iulie: Boris Vieru, politician din R. Moldova (d. 2019)
- 5 iulie: Pavel Bechet, actor român (d. 2002)
- 8 iulie: Gheorghe Covaciu, handbalist român
- 12 iulie: Dan Apostol, scriitor român (d. 2013)
- 12 iulie: Septimiu Câmpeanu, fotbalist român (atacant)
- 12 iulie: Viorica Cucereanu, jurnalistă din R. Moldova
- 12 iulie: Maria-Eugenia Olaru, scriitoare română
- 13 iulie: Lília Cabral, actriță braziliană
- 14 iulie: Mircea Frățică, judoka român
- 16 iulie: Alan Donnelly, politician britanic
- 16 iulie: Mioara Pitulice, interpretă română de muzică populară
- 19 iulie: Dorette Corbey, politiciană din Țările de Jos
- 20 iulie: Viorel Pop, politician român
- 21 iulie: Stefan Löfven, politician suedez
- 23 iulie: Theo van Gogh, regizor de film neerlandez (d. 2004)
- 26 iulie: Nana Visitor, actriță americană
- 27 iulie: Ioan Andrei, politician român
- 30 iulie: Ingo Schmitt, politician german

### August
- 1 august: Yoshio Kato, fotbalist japonez (portar)
- 1 august: Ungulani Ba Ka Khosa, scriitor mozambican
- 5 august: Petru Ehegartner, politician român
- 6 august: Salvador Garriga Polledo, politician spaniol
- 9 august: Melanie Griffith, actriță americană
- 10 august: Andrei Krasko, actor rus (d. 2006)
- 11 august: Hans-Peter Martin, politician austriac
- 13 august: Ioan Hulea, politician român
- 14 august: Dani Rodrik, economist turc
- 15 august: Emil Crișan, politician român
- 15 august: Gabriela Trușcă, sportivă română (gimnastică artistică)
- 18 august: Carole Bouquet, actriță franceză
- 19 august: Svetlana Guskova, atletă din R. Moldova
- 19 august: Márta Sebestyén, cântăreață maghiară
- 20 august: Sorin Antohi, istoric român
- 21 august: John Howe, artist plastic canadian
- 21 august: Hans G. Klemm, diplomat american
- 22 august: Márton Ernő Balázs, matematician român
- 22 august: Hiltrud Breyer, politiciană germană
- 24 august: Arcadie Gherasim, jurnalist din R. Moldova
- 25 august: Paul Stănescu, politician român
- 28 august: Viktor Hristenko, politician rus
- 28 august: Christoph Werner Konrad, politician german
- 28 august: Daniel Stern, actor american
- 29 august: Elena Dobrițoiu, canotoare română
- 29 august: Ion Vărgău, politician român
- 31 august: Iulian Buga, diplomat român

### Septembrie
- 3 septembrie: Mihăiță Postolache, politician român
- 6 septembrie: Herman Vermeer, politician din Țările de Jos
- 9 septembrie: Gabriele Tredozi, inginer italian
- 10 septembrie: Pawel Huelle, scriitor polonez (d. 2023)
- 11 septembrie: Preben Elkjær Larsen, fotbalist danez (atacant)
- 11 septembrie: Tiberiu Toró, politician maghiar din România
- 12 septembrie: Paolo Bartolozzi, politician italian (d.2021)
- 12 septembrie: Lidia Geringer de Oedenberg, politiciană poloneză
- 12 septembrie: Anea Penceva, actriță bulgară
- 12 septembrie: Hans Zimmer, compozitor german de muzică de film
- 13 septembrie: Vinny Appice, muzician american
- 13 septembrie: Nae-Simion Pleșca, deputat din R. Moldova
- 16 septembrie: Pierre Moscovici, politician francez
- 16 septembrie: Maria Nagy, cântăreață română
- 16 septembrie: Anca Parghel, cântăreață română (d. 2008)
- 19 septembrie: Carmen Maria Cârneci, compozitoare română
- 19 septembrie: Lucian Nastasă-Kovacs, istoric român
- 20 septembrie: Carl Lang, politician francez
- 22 septembrie: Nick Cave, muzician, cântăreț, compozitor, autor, scenarist, compozitor și actor australian
- 23 septembrie: Aneta Mihaly, canotoare română
- 24 septembrie: Aneta Grosu, jurnalistă din R. Moldova
- 25 septembrie: Ioan Cindrea, politician român
- 25 septembrie: Michael Madsen, actor american (d.2025)
- 25 septembrie: Viorel Marian Pană, politician român
- 26 septembrie: Cleopatra Lorințiu, jurnalistă română
- 27 septembrie: Aldo Patriciello, politician italian
- 29 septembrie: Andrei Speriatu, fotbalist (portar) și antrenor român
- 30 septembrie: Marius Marinescu, politician român

### Octombrie
- 1 octombrie: Luminița Cioabă, scriitoare română
- 1 octombrie: Francisc-Atila Vaida, politician român
- 2 octombrie: Renică Diaconescu, politician român
- 4 octombrie: Kyra Schon, actriță americană
- 5 octombrie: Bernie Mac (n. Bernard Jeffrey McCullough), actor american (d. 2008)
- 7 octombrie: Bernd Raffelhüschen, economist german
- 8 octombrie: Mircea Bedivan, handbalist român
- 13 octombrie: Aristide Nelu Dragomir, politician român (d.1995)
- 14 octombrie: Aurel Șunda, fotbalist român
- 14 octombrie: Ikuo Takahara, fotbalist japonez (atacant)
- 15 octombrie: Mira Nair, regizoare de film, indiană
- 16 octombrie: Guntars Krasts, politician leton
- 21 octombrie: Wolfgang Ketterle, fizician german
- 22 octombrie: Dumitru Cipere, pugilișt român
- 23 octombrie: Paul Kagame, politician rwandez
- 23 octombrie: Adam Nawałka, fotbalist polonez
- 28 octombrie: Klaus-Heiner Lehne, politician german

### Noiembrie
- 3 noiembrie: Dolph Lundgren, actor și regizor suedez de film
- 3 noiembrie: Gelu Radu, halterofil român
- 4 noiembrie: Tony Abbott, politician australian
- 4 noiembrie: Yoshinori Ishigami, fotbalist japonez
- 4 noiembrie: Madhukar, filosof german
- 6 noiembrie: Olguța Cocrea, politiciană română
- 6 noiembrie: Dan Constantinescu, politician român
- 6 noiembrie: Astrid Thors, politiciană finlandeză
- 8 noiembrie: Anca Grigoraș, sportivă română (gimnastică artistică)
- 8 noiembrie: Larisa Miculeț, diplomată din R. Moldova
- 11 noiembrie: Victor-Ștefan Achimescu, politician român
- 12 noiembrie: Elena Moskaleva, artist vizual rus
- 13 noiembrie: Stephen Baxter, scriitor britanic de literatură SF
- 18 noiembrie: Calinic Dumitriu, arhiepiscop român
- 19 noiembrie: Ofra Haza, cântăreață israeliană (d. 2000)
- 21 noiembrie: George Alexandru, actor român de teatru și film (d. 2016)
- 21 noiembrie: Horacio Castellanos Moya, romancier salvadorian
- 21 noiembrie: Kozo Tashima, fotbalist japonez
- 23 noiembrie: William G. Kaelin, profesor universitar american
- 24 noiembrie: Jeff Noon, scriitor britanic
- 26 noiembrie: Valer Toma, canotor român
- 27 noiembrie: Kenny Acheson, pilot britanic de Formula 1
- 28 noiembrie: Iuliana Gorea-Costin, politiciană din R. Moldova
- 28 noiembrie: Yasutaro Matsuki, fotbalist japonez
- 29 noiembrie: Tetsuo Sugamata, fotbalist japonez
- 30 noiembrie: Masahiro Yamada, sociolog japonez

### Decembrie
- 2 decembrie: Johannes Hahn, politician austriac
- 4 decembrie: Raul Boesel, pilot brazilian de Formula 1
- 4 decembrie: Cathy O'Brien, scriitoare americană
- 8 decembrie: Ștefan Hrușcă, cântăreț român de muzică folk
- 9 decembrie: Virgil Bercea, episcop român
- 10 decembrie: Michael Clarke Duncan, actor american (d. 2012)
- 10 decembrie: Emilian Onciu, cântăreț român de muzică folk (d. 2008)
- 11 decembrie: Antonio Napolioni, preot catolic italian
- 12 decembrie: Ileana Moldoveanu, politiciană română
- 12 decembrie: Susanna Tamaro, scriitoare italiană
- 19 decembrie: Satoru Ōtomo, astronom japonez
- 20 decembrie: Anna Vissi, cântăreață greacă de etnie cipriotă
- 22 decembrie: Crina Mardare, muziciană română
- 24 decembrie: Othmar Karas, politician austriac
- 24 decembrie: Hamid Karzai, președinte al Afganistanului (2001-2014)
- 28 decembrie: Laurențiu Cazan, compozitor român
- 29 decembrie: Doina Micșunica Drețcanu, politician român
- 29 decembrie: Oliver Hirschbiegel, regizor de film german
- 30 decembrie: Tamara-Dorina Ciofu, politician român

## Decese
- 7 ianuarie: Jože Plečnik, 84 ani, arhitect sloven (n. 1872)
- 9 ianuarie: Ion Al-George (aka Terentius, Varro, Vilica, Ion Vilica, Ion Al. Francesco, Ion Al. Cozia), 65 ani, scriitor român (n. 1891)

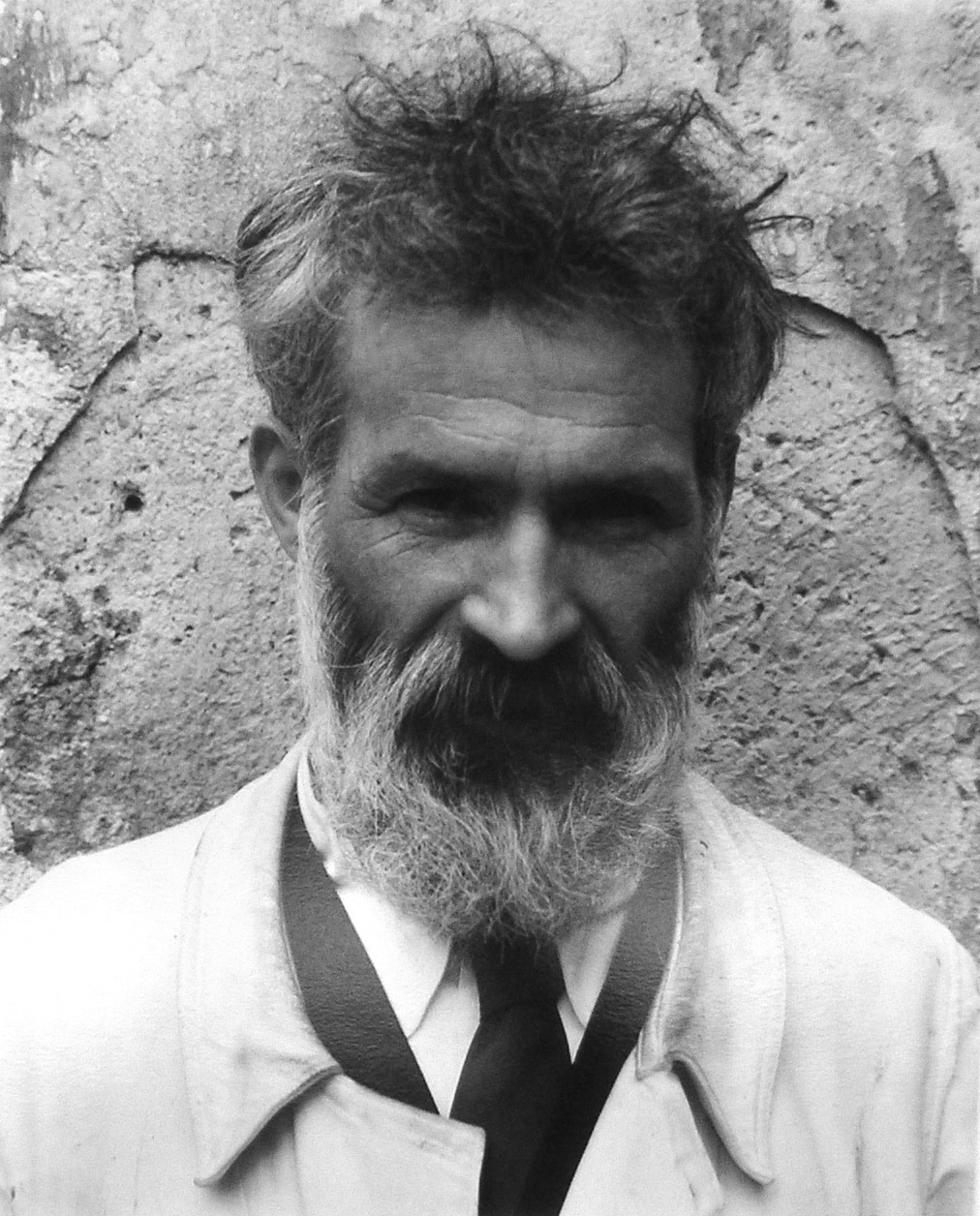
Constantin Brâncuși, sculptor român
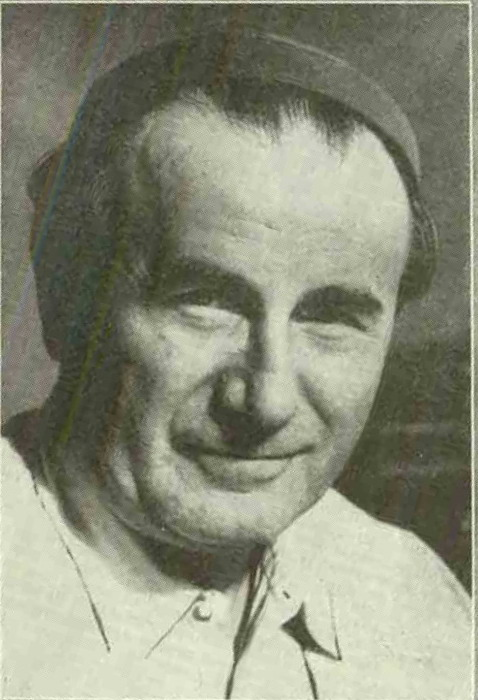
Camil Petrescu, dramaturg, eseist și romancier român
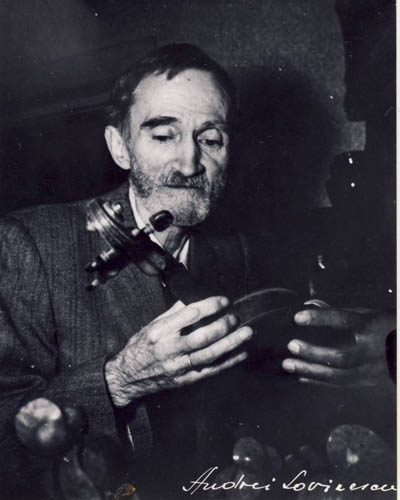
George Bacovia, poet simbolist român
Mihai Codreanu, poet, dramaturg, avocat și traducător român

- 10 ianuarie: Gabriela Mistral, 67 ani, poetă chiliană, laureată a Premiului Nobel (1945), (n. 1889)
- 12 ianuarie: Ken Wharton, 40 ani, pilot britanic de Formula 1 (n. 1916)
- 14 ianuarie: Humphrey Bogart, 57 ani, actor american (n. 1899)
- 22 ianuarie: Paul Walden, chimist rus (n. 1863)
- 23 ianuarie: Ray Cummings, scriitor american (n. 1887)
- 25 ianuarie: Prințul Franz de Bavaria (n. Franz Maria Luitpold), 81 ani, al treilea fiu al regelui Ludovic al III-lea al Bavariei (n. 1875)
- 30 ianuarie: Grigore Gafencu, politician român (n. 1892)
- 2 februarie: Valery Larbaud, scriitor francez (n. 1881)
- 8 februarie: Walther Bothe, fizician german (n. 1891)
- 9 februarie: Miklós Horthy, 88 ani, diplomat austro-ungar (n. 1868)
- 13 februarie: Oszkár Jászi (n. Oszkár Jakubovits), 81 ani, ministru al naționalităților, sociolog maghiar (n. 1875)
- 16 februarie: Józef Hofmann, muzician polonez (n. 1876)
- 16 februarie: Imre Reviczky, ofițer maghiar, decorat cu titlul Drept între Popoare (n. 1896)
- 22 februarie: Jochem van Bruggen, scriitor sud-african (n. 1881)
- 26 februarie: Roger Vercel, romancier francez (n. 1894)
- 6 martie: Constantin Rădulescu-Motru, 89 ani, filosof, politician, dramaturg român (n. 1868)
- 16 martie: Constantin Brâncuși, 81 ani, sculptor român (n. 1876)
- 28 martie: Gheorghe Tătărăscu, 71 ani, om politic, prim-ministru al României (1934-1937), (n. 1886)
- 29 martie: Joyce Cary, scriitor irlandez (n. 1888)
- 2 aprilie: Nicolae Ciorănescu, matematician român (n. 1903)
- 26 aprilie: Gichin Funakoshi, 88 ani, părintele japonez al karate-ului modern (Shotokan), (n. 1868)
- 30 aprilie: Wilhelm Lenz, fizician german (n. 1888)
- 5 mai: Joseph W. Kennedy, chimist american (n. 1916)
- 11 mai: Théophile de Donder, fizician belgian (n. 1872)
- 14 mai: Camil Petrescu, 63 ani, dramaturg, eseist și romancier român (n. 1894)
- 21 mai: Alexandr Vertinski, 68 ani, poet, cântăreț, compozitor, actor rus (n. 1889)
- 22 mai: George Bacovia (n. George Andone Vasiliu), 75 ani, poet simbolist român (n. 1881)
- 17 iunie: Traian Givulescu, învățător român (n. 1879)
- 21 iunie: Claude Farrère, scriitor francez (n. 1876)
- 21 iunie: Johannes Stark, 83 ani, fizician german laureat al Premiului Nobel (1919), (n. 1874)
- 24 iunie: Aurel Racovitză, soldat român (n. 1890)
- 8 iulie: Grace Coolidge, politiciană americană (n. 1879)
- 13 iulie: Constantin Balmuș, filolog român (n. 1898)
- 19 iulie: Curzio Malaparte, scriitor italian (n. 1898)
- 7 august: Oliver Hardy (n. Norvell Hardy), 65 ani, actor de comedie și regizor american (n. 1892)
- 16 august: Irving Langmuir, 76 ani, chimist american, laureat al Premiului Nobel (1932), (n. 1881)
- 18 august: George Tutoveanu, poet român (n. 1872)
- 2 septembrie: Constantin Titel Petrescu, politician român (n. 1888)
- 6 septembrie: Ion T. Niculescu, 62 ani, medic neuromorfolog român (n. 1895)
- 21 septembrie: Regele Haakon al VII-lea al Norvegiei (n. Christian Frederik Carl Georg Valdemar Axel), 85 ani (n. 1872)
- 3 octombrie: Lőrinc Szabó, poet maghiar (n. 1900)
- 23 octombrie: Mihai Codreanu, 81 ani, poet, dramaturg, avocat și traducător român (n. 1876)
- 24 octombrie: István Fiedler, episcop romano-catolic de Oradea (n. 1871)
- 25 octombrie: Henry Van de Velde, 94 ani, arhitect și designer belgian (n. 1863)
- 26 octombrie: Nikos Kazantzakis, scriitor grec (n. 1883)
- 29 octombrie: Louis B. Mayer, producător de film american (n. 1884)
- 31 octombrie: Zenovie Pâclișanu, 71 ani, academician român, deținut politic (n. 1886)
- 4 noiembrie: Grigore Preoteasa, 42 ani, comunist român (n. 1915)
- 6 noiembrie: Ștefan Pașca, filolog român (n. 1901)
- 14 noiembrie: Berthold Karwahne, politician german (n. 1887)
- 18 noiembrie: Rudolf Diels, politician german (n. 1900)
- 26 noiembrie: Aleksei Remizov, scriitor rus (n. 1877)
- 8 decembrie: Petre Antonescu, militar român (n. 1891)
- 18 decembrie: Camillo Castiglioni, finanțator și bancher austriac (n. 1879)
- 19 decembrie: Nutzi Acontz (n. Ana Popovici), pictoriță română (n. 1894)

## Premii Nobel
- Fizică: Chen Ning Yang, Tsung-Dao Lee (China)
- Chimie: Lord Alexander Todd (Regatul Unit)
- Medicină: Daniel Bovet (Elveția)
- Literatură: Albert Camus (Franța)
- Pace: Lester Bowles Pearson (Canada)